# Cerveau du cheval
Vous lisez un « bon article » labellisé en 2024.
Le cerveau du cheval est, comme chez tous les mammifères, constitué de l'encéphale, soit la partie du système nerveux central protégée dans la boite crânienne, dont un télencéphale bien développé. Il comporte deux hémisphères cérébraux, et le cervelet. Le cerveau du cheval a essentiellement été étudié au début du XXe siècle via des dissections comparatives, puis de nouveau dans les années 2010. Il se caractérise par des circonvolutions particulièrement complexes, sa taille et sa masse se situant dans la moyenne des espèces de mammifères herbivores similaires.
L'hémisphère cérébral droit semble plus spécialisé dans les signaux de communication, tandis que l'hémisphère cérébral gauche l'est davantage dans la catégorisation des stimuli. Il n'existe aucun fondement au neuromythe qui voudrait qu'un cheval doive se faire présenter un même objet deux fois avant de pouvoir l'identifier, en raison de la spécialisation de ses hémisphères cérébraux.

## Histoire

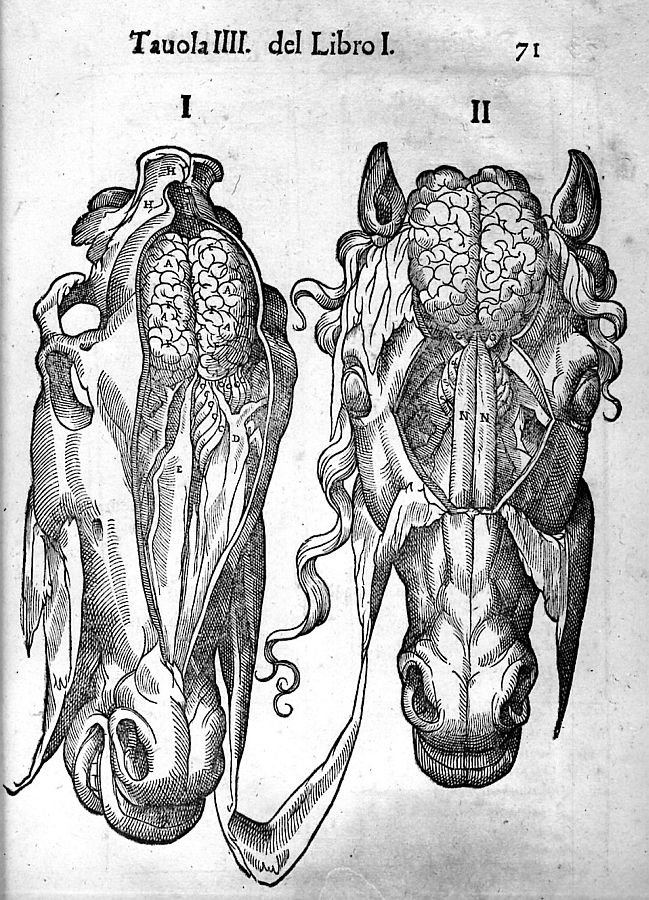
Dessin d'anatomie du cheval publié par Carlo Ruini en 1598, montrant l'emplacement du cerveau dans la boîte crânienne.

Bien que le cheval soit le premier animal à avoir suscité la publication de manuels d'anatomie exhaustifs, et que l'anatomie du cheval soit étudiée depuis le XVIe siècle, les études modernes de son cerveau ont longtemps manqué, les schémas publiés dans les manuels d'hippologie étant souvent anciens et issus de dissections isolées. Le vétérinaire militaire Adolphe Guénon publie en 1901 une étude de psychologie comparée intitulée L'Âme du cheval, dans laquelle il lui décrit un « cerveau rudimentaire ».
Très peu de nouvelles données ont été publiées depuis le début du XXe siècle.
Du cérébrostérol (en) a été isolé à partir d'un cerveau de cheval en 1953. Le cerveau de l'hyracotherium, ancêtre du cheval domestique, a longtemps été considéré comme rudimentaire, jusqu'à ce que les données soient corrigées en 1976, révélant une structure cérébrale plus complexe, avec un néocortex plus volumineux.
En 2013, le chercheur italien Bruno Cozzi (université de Padoue) et son équipe publient une analyse des cerveaux de 131 chevaux envoyés à l'abattoir. Ils estiment que l'attention croissante portée au bien-être des chevaux explique la rareté des publications scientifiques en neuroanatomie et neurophysiologie du cheval. Ils plaident pour que l'éthique donne une obligation morale de « comprendre le cerveau complexe de l'une des plus anciennes espèces domestiquées ».

## Description
L'encéphale, plus long que large, a une forme ovoïde et présente de nombreuses circonvolutions (ou gyris) serrées. Ces circonvolutions cérébrales sont extrêmement présentes et d'une très grande complexité. Cela complique l'utilisation d'équivalences propres aux Primates. La gyrification très importante du cerveau du cheval correspond à un indice de 1,99, soit parmi les plus élevés chez les mammifères.
D'après Cozzi et al., la forme du cerveau du cheval, le pliage notable de son néocortex et la distribution longitudinale particulière des gyri suggèrent « une spécificité évolutive au moins partiellement distincte de celle des Cetartiodactyla, avec lesquels les Perissodactyla sont souvent regroupés ».
Les deux hémisphères cérébraux, gauche et droit, sont subdivisés en régions : frontales, pariétales, temporales et occipitales. Ils mesurent de 12 à 13 cm de long et 5 cm de large environ. Le cervelet est chargé de la coordination des mouvements et de l’équilibre. Il pèse près de 70 g, pour un diamètre de 6 cm environ.
L’encéphale est continué par la moelle épinière, le long du canal vertébral. Cette dernière pilote certains comportements réflexes.

Cerveau du cheval, anatomies légendées
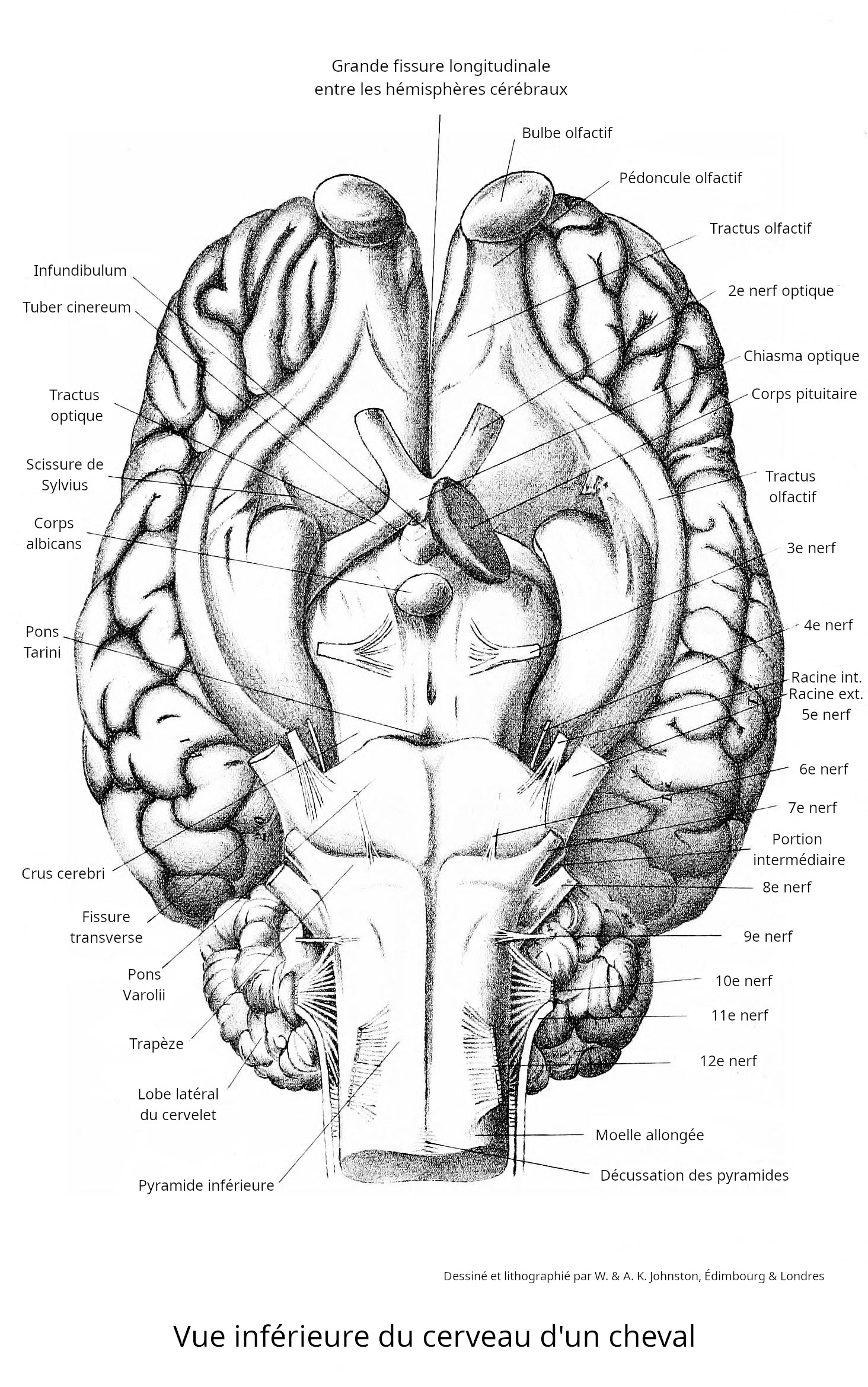
Partie inférieure du cerveau d'un cheval (schéma traduit en français).
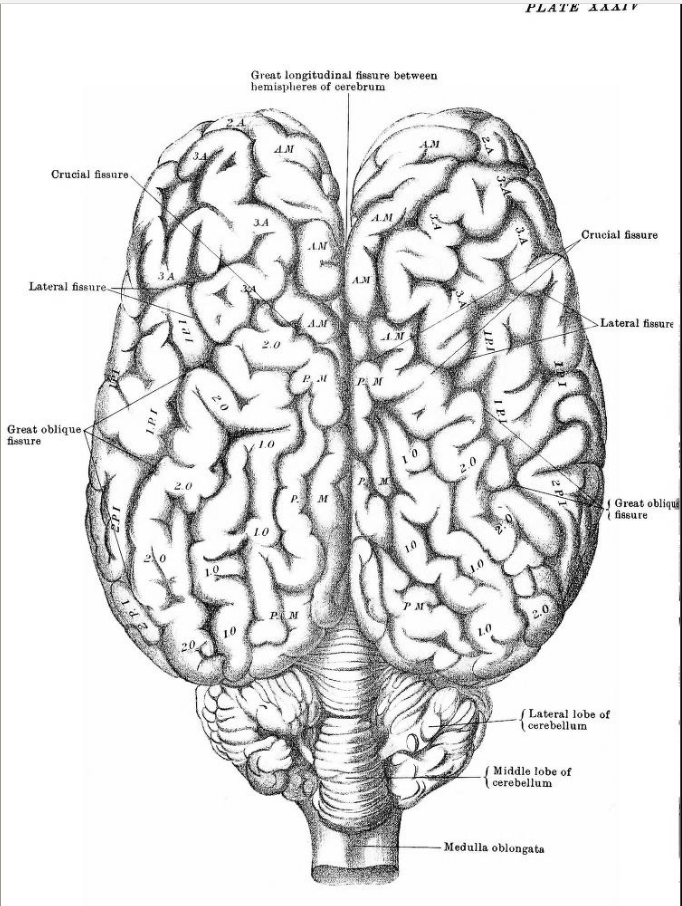
Partie supérieure du cerveau d'un cheval.
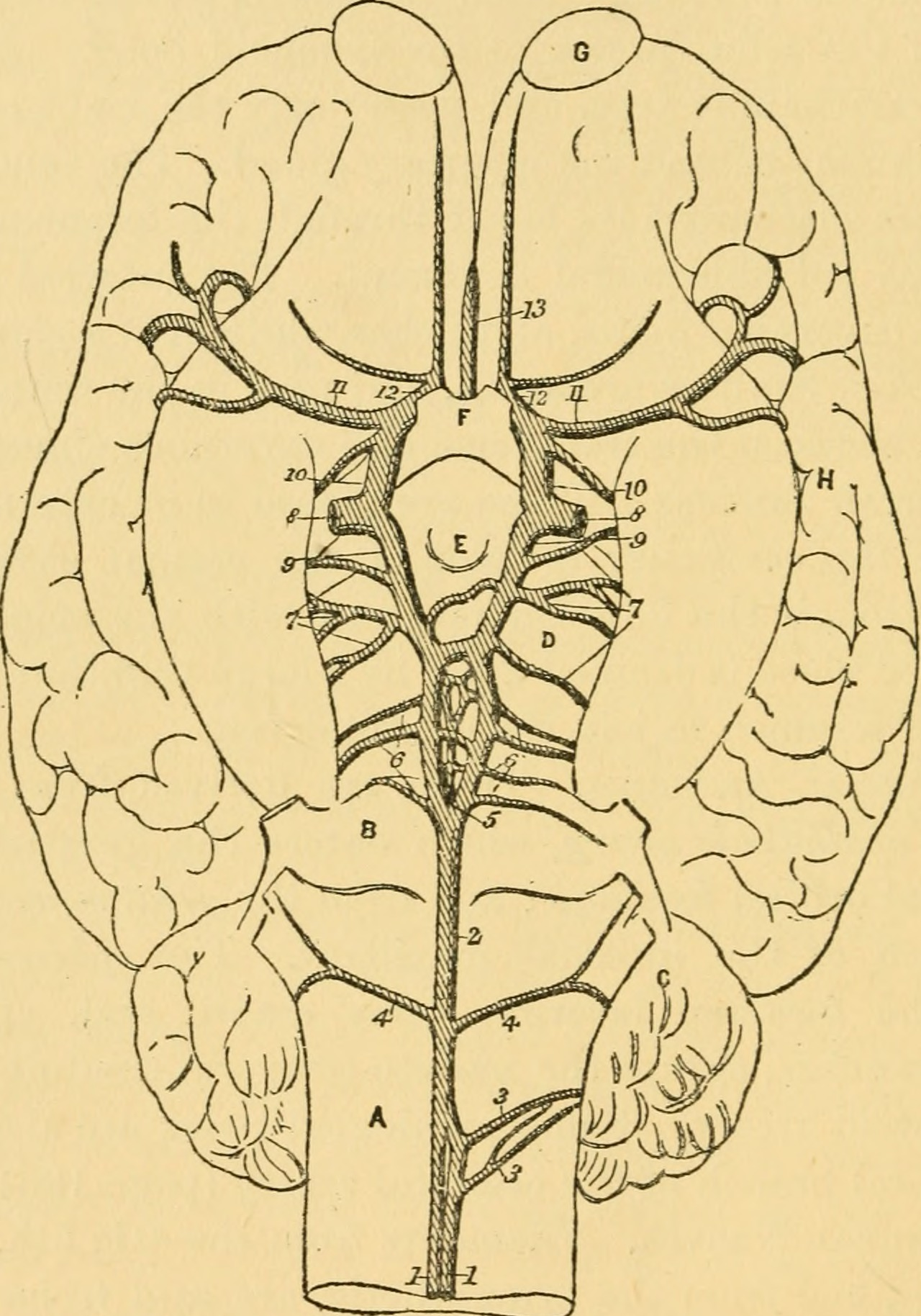
Irrigation artérielle et veineuse du cerveau.
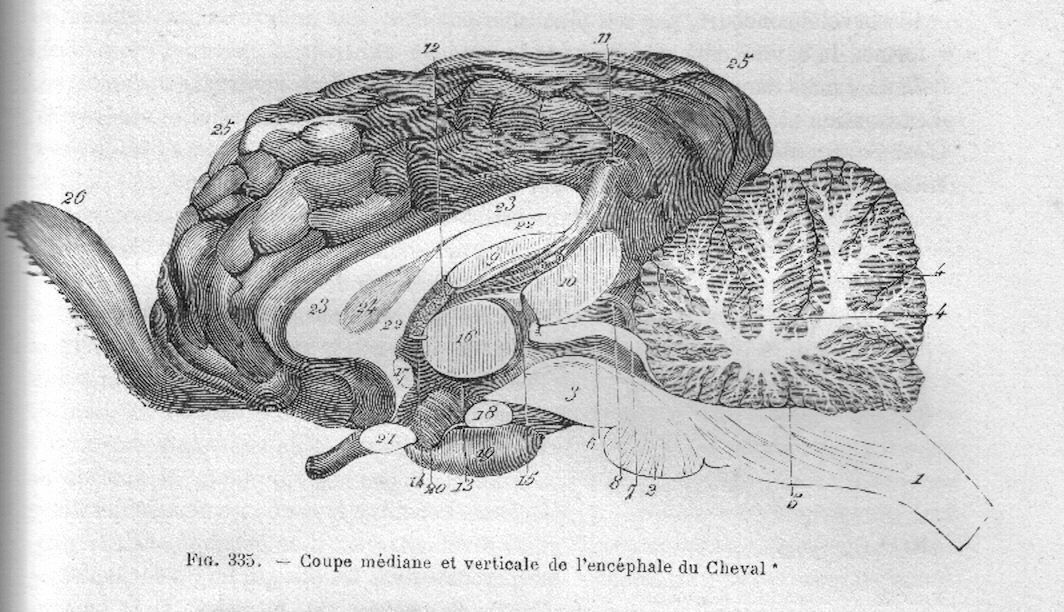
Coupe médiane.

La description du cerveau en couches effectuée par le biologiste américain Paul D. MacLean, souvent évoquée dans des présentations ou documents pseudoscientifiques, n'est pas une bonne description du cerveau du cheval, car elle est obsolète. En effet, les définitions des aires et des lobes du cerveau du cheval ne sont pas basées sur des critères morphologiques ou fonctionnels fiables, dans la mesure où aucune étude n'a été menée sur le cortex frontal présumé du cheval, dont la distribution des marqueurs neuronaux reste à clarifier.
Le nombre de neurones corticaux du cheval est estimé à 1 200 millions.
Les récepteurs cérébraux de la mélatonine ont été décrits et caractérisés pour la première fois en 1991.

### Masse

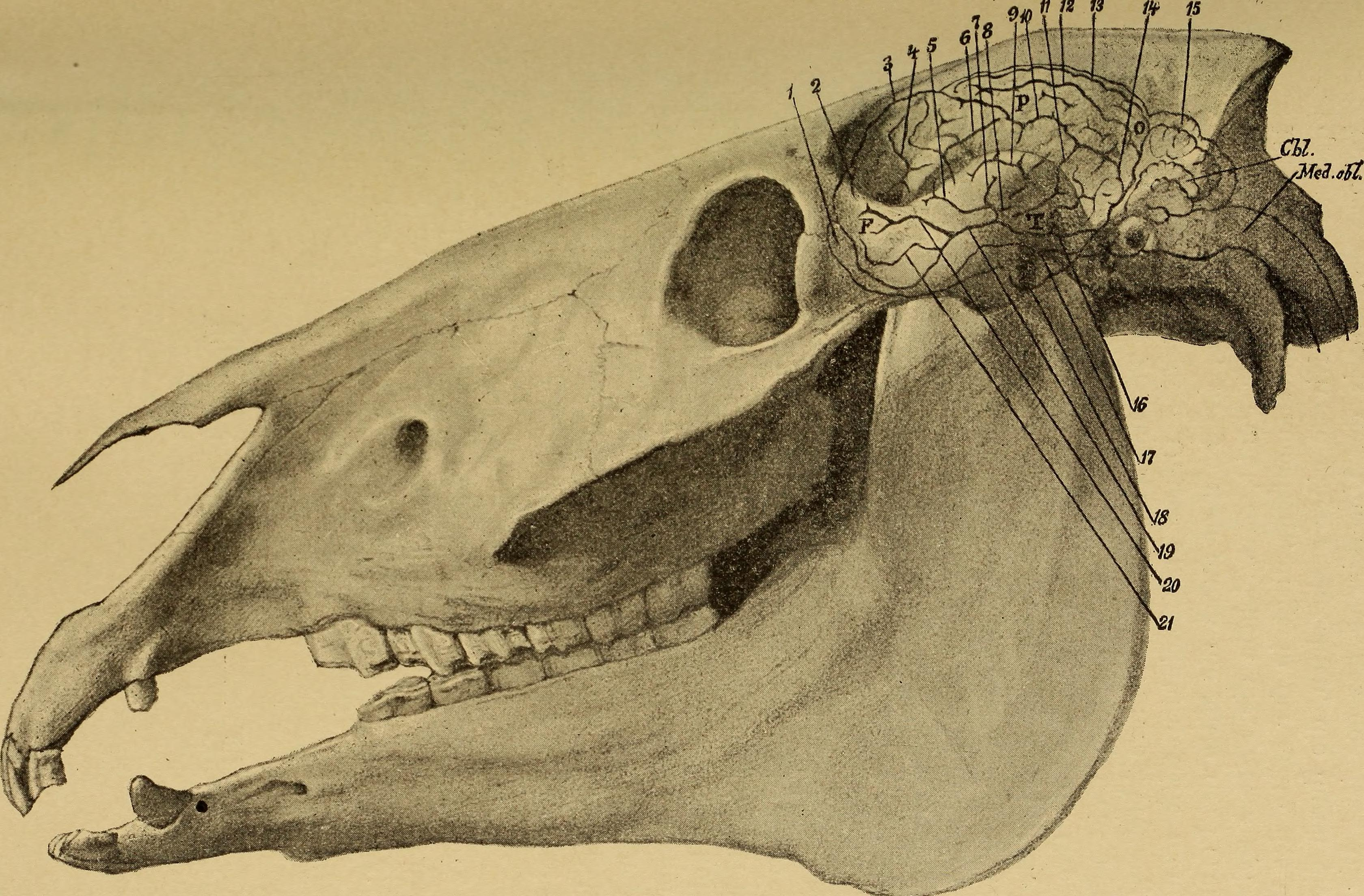
Localisation du cerveau dans la boîte crânienne.

Le poids relatif du cerveau à celui du corps n'est pas un élément significatif pour mesurer l'intelligence du cheval, pas plus que la taille du cerveau, que ce soit en valeur relative ou en valeur absolue,.
L'analyse de la masse des différentes parties du cerveau montre que le télencéphale, composé des deux hémisphères, compte pour 75 % de l'encéphale. Le cervelet est le second composant principal, le quotient cérébelleux étant de 0,841, soit comparable à celui des insectivores et des primates, mais loin en dessous des cétacés et de toutes les espèces d'éléphants. Le cervelet semble plus grand chez le cheval que chez le zèbre, d'autres différences mineures avec le zèbre étant remarquées également dans d'autres zones du cerveau.
Selon Michel Leblanc, le cerveau d'un cheval adulte pèse environ 500 à 510 grammes, soit 0,12 % de la masse de l'animal (contre 2,33 % chez l’humain). Dans leur article de 2013, Bruno Cozzi et al. ont cependant calculé un poids moyen de 598,63 grammes, dans un groupe d'animaux dont la masse corporelle moyenne est de 514,12 kg. Le poids du cerveau est inférieur chez les animaux âgés de moins de deux ans (578,17 g en moyenne).
Ces données comparatives entre masse du cerveau et masse corporelle sont proches de celles relatives au cerveau d'autres espèces de mammifères herbivores de masse similaire. Néanmoins, le cerveau du cheval est plus petit qu'anticipé par le calcul de son quotient d'encéphalisation selon la formule de Jerison,.

### Coefficient d'encéphalisation
Selon Susanne Shultz et Robin Dunbar, le coefficient d’encéphalisation (CE) est de 0,91 % chez le cheval,. Cozzi et al. déterminent un CE de 0,78 %.
Ces différences s'expliquent par de fortes variations individuelles, certains chevaux de la cohorte de Cozzi et al. approchant le CE de 1, voire celui des éléphants et des primates. Il faut aussi compter l'influence de la masse corporelle : plus le cheval est gros et plus le CE est bas, une petite augmentation de masse corporelle suffisant à beaucoup le faire baisser.
À titre de comparaison, le CE est de 0,5 % chez la souris, de 0,6 % chez le porc (sus scrofa), de 1,3 % chez l'éléphant d'Afrique, de 1,76 % chez le gorille et de 5,3 % chez le dauphin Tursiops,.

## Rôle

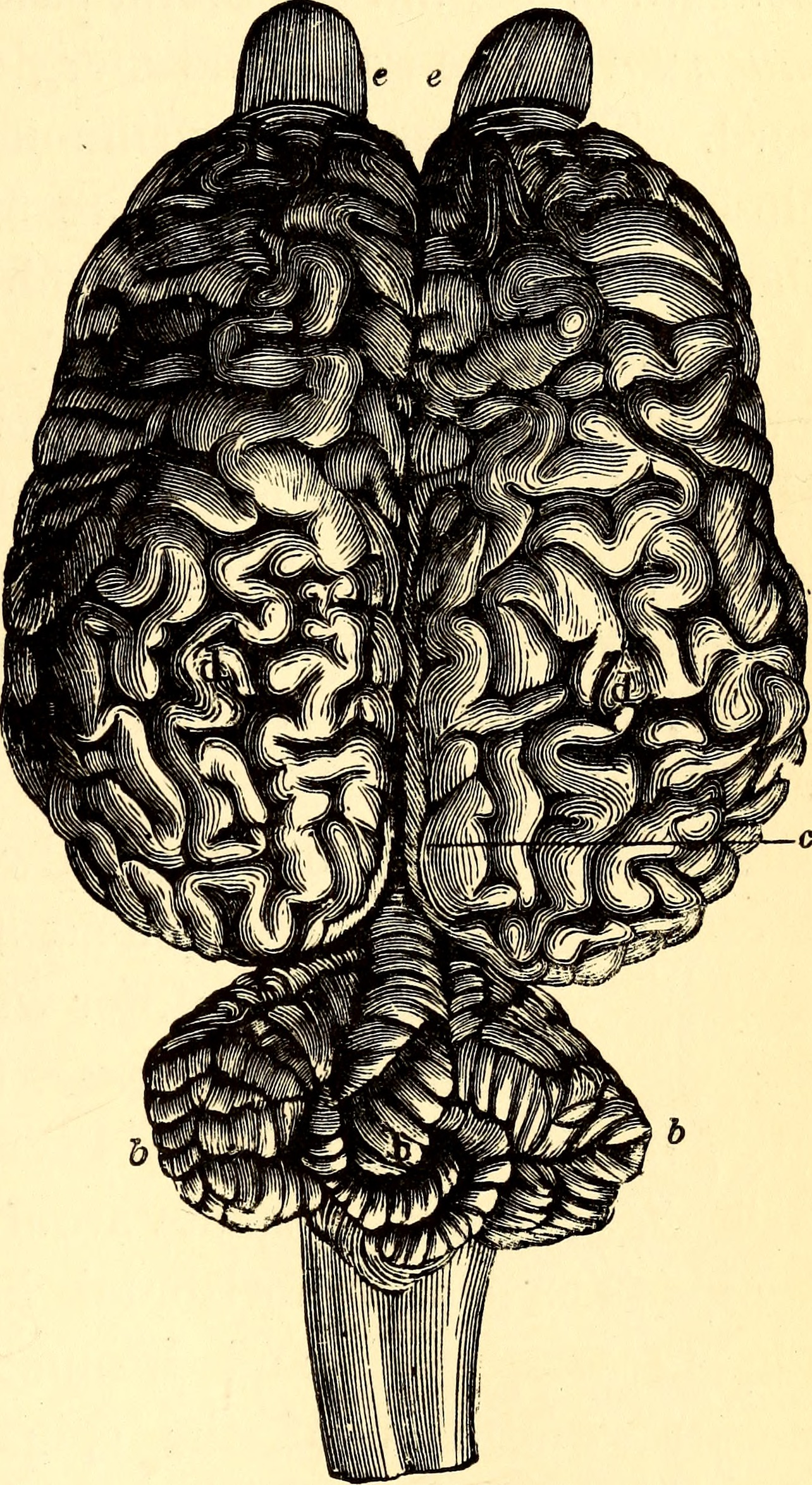
Dessin de cerveau de cheval vu du dessus, montrant bien les plissements corticaux (gyris).

Comme chez tous les grands mammifères, le cerveau du cheval est un « chef d'orchestre » de son système nerveux, gérant toutes les perceptions afin de permettre à l'animal d'y répondre. Une série d'expériences tend à conclure que l'hémisphère cérébral droit est davantage spécialisé dans les signaux de communication, tandis que l'hémisphère cérébral gauche est plus spécialisé dans la catégorisation des stimuli.
Le développement cortical du cheval, avec ses circonvolutions cérébrales (gyris) complexes (nombreux plissements longitudinaux), reste inexpliqué. D'autres mammifères présentent une gyrification étendue, notamment les delphinidés, qui sont des espèces particulièrement sociales. Ce développement cortical constitue une information à prendre en compte vis-à-vis de certains dogmes des neurosciences, notamment celui relatif au « caractère unique de la complexité du cerveau humain ».
Comme chez tous les animaux misant sur leurs capacités athlétiques, le cerveau du cheval est vulnérable à l'hyperthermie ; les poches gutturales ont pour fonction d'aider à en abaisser la température.

## Prise en compte et santé
D'après la neuroscientifique Janet L. Jones, les sports équestres commencent tout juste (en 2020) à intégrer les neurosciences dans le travail avec les chevaux. Elle souligne que le film populaire L'Homme qui murmurait à l'oreille des chevaux a diffusé l'idée fausse selon laquelle les chevaux comprendraient ce qui leur est murmuré à l'oreille, alors que l'application des neurosciences dans le milieu équestre consiste plutôt à observer, écouter, apprendre et penser aux réactions du cheval en s'adaptant à ses particularités, plutôt que de demander aux chevaux de s'adapter aux humains.
Il existe aussi (en 2019) un début de prise en compte des problématiques de santé mentale chez le cheval ; le cerveau étant conçu pour l'entretien de nombreuses interactions avec des congénères, le cheval souffre de problèmes de santé mentale en cas de solitude imposée.

### Traumatismes cérébraux

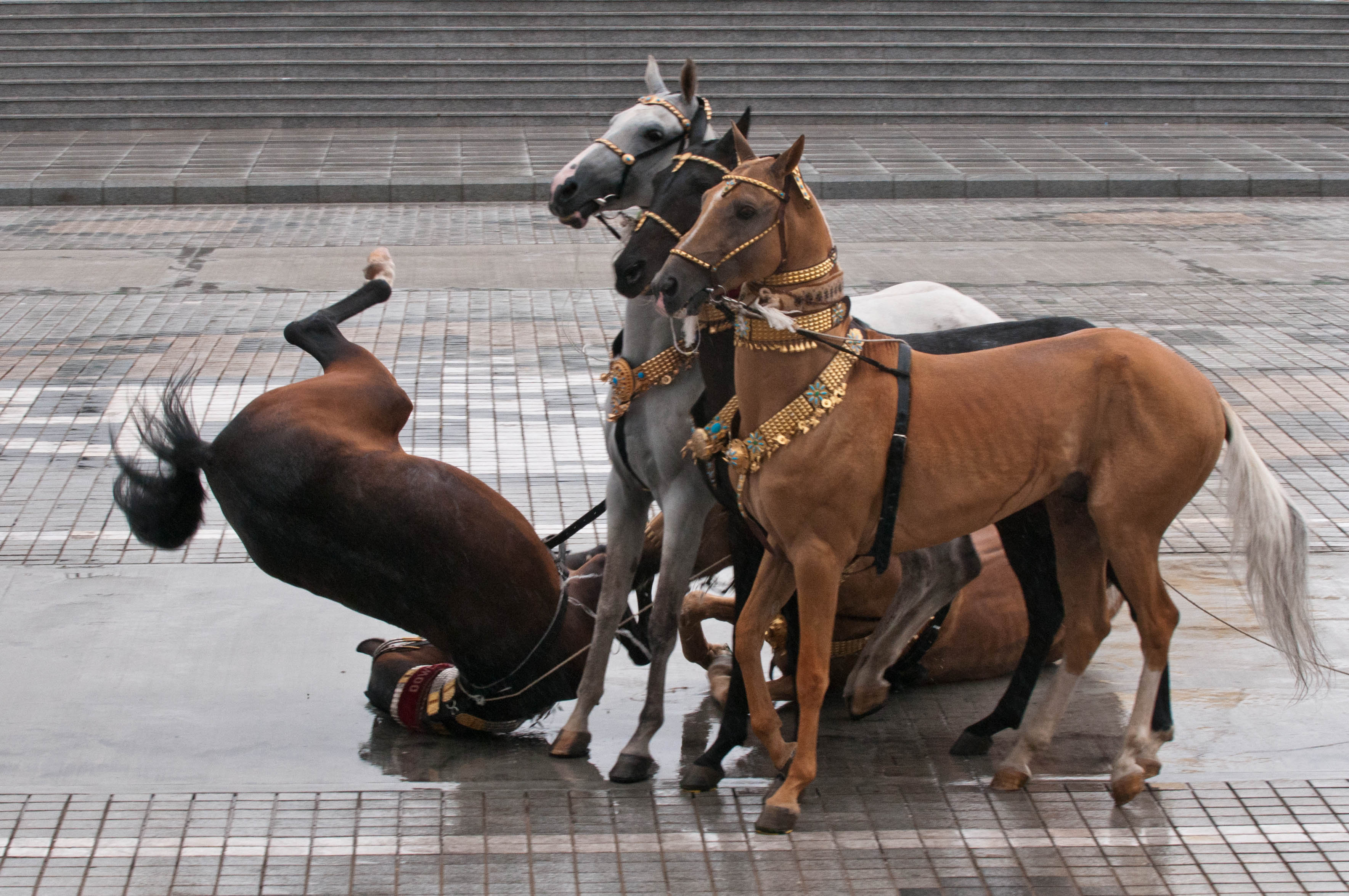
En cas de choc violent au niveau de la tête, un cheval peut subir un traumatisme crânien.

Le cheval peut subir des traumatismes cérébraux. D'après l'analyse de 34 chevaux victimes de tels traumatismes, les fractures de l'os basilaire entraînent 7,5 fois plus de risques de décès que chez les chevaux traumatisés crâniens ne présentant pas ce type de fracture. Les facteurs de risque associés à la mortalité en cas de traumatisme crânien sont un décubitus durant plus de 4 heures après l'évaluation vétérinaire, et la fracture de l'os basilaire.

### Tumeurs cérébrales
15 cas de tumeurs cérébrales ont été étudiés chez le cheval en 1982 ; six étaient des
sarcomes mésodermiques, six des tumeurs hypophysaires ectodermiques, une un carcinome au stade métastatique,
et deux des tumeurs neuroectodermiques, dont un gliome et un papillome plexique.
Un cas de tumeur neuroectodermique primitif, un pinéoblastome, a été décrit en détail chez un étalon de race Quarter Horse qui souffrait d'atteinte progressive du système nerveux central ; l'autopsie a révélé une masse molle enveloppant le tronc cérébral en avant du cervelet et s'étendant jusqu'à la fosse pituitaire.

## Neuromythes

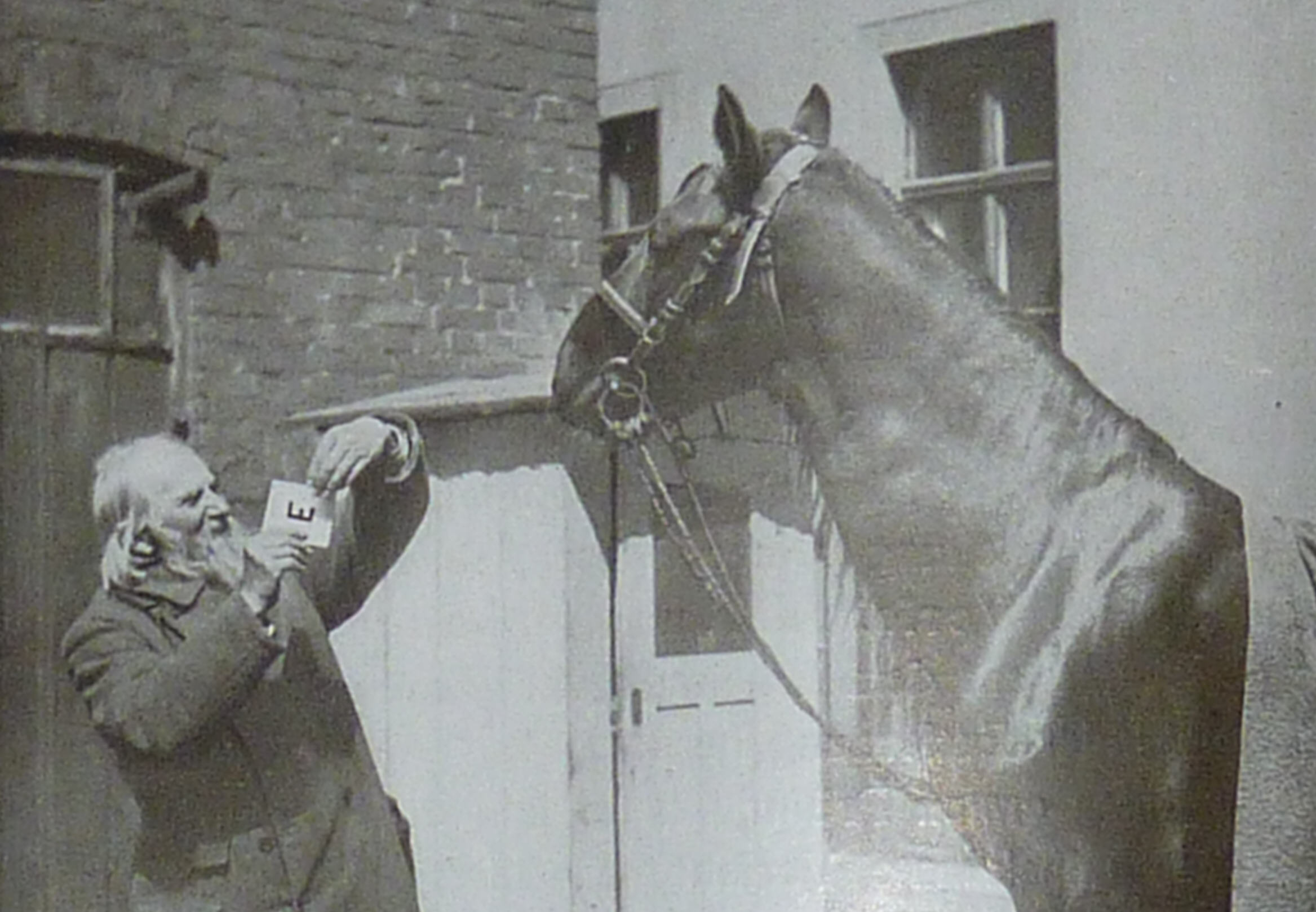
Il n'existe aucun fondement scientifique à la croyance selon laquelle un cheval aurait besoin de se faire présenter le même objet une fois devant chaque œil avant de pouvoir l'identifier.

Dans un ouvrage de vulgarisation, l'auteur espagnol Germán Herrero (diplômé en éthologie équine appliquée et animateur de stages en éthologie et neuropsychologie équine) déclare que le cerveau du cheval est partitionné entre hémisphère droit et gauche, et que « les informations transmises à droite ne sont pas transmises directement à gauche et vice-versa ».
Pour les éthologues Evelyn Hanggi et Bonnie V. Beaver, il n'existe aucun fondement scientifique à ce neuromythe, dont l'une des déclinaisons est la croyance selon laquelle un cheval devrait se faire présenter le même objet une fois devant son œil droit, puis une fois devant son œil gauche, avant de pouvoir l'identifier,. Une partie des fibres du nerf optique de chaque œil est reliée à l'hémisphère cérébral opposé.